# Mouriez
Mouriez is een gemeente in het Franse departement Pas-de-Calais (regio Hauts-de-France). De gemeente telt 241 inwoners (1999) en maakt deel uit van het arrondissement Montreuil.

## Geschiedenis
De gemeente Mouriez werd vergroot in 1834, toen de gemeente Dommartin werd opgeheven en het grondgebied werd verdeeld onder de gemeente Tortefontaine, Mouriez en Raye-sur-Authie. Het noordelijk grondgebied van Dommartin met de gehuchten Lambus, Petit Lambus, Bamières en Rachinette werd toen bij Mouriez gevoegd.

## Geografie
De oppervlakte van Mouriez bedraagt 15,9 km², de bevolkingsdichtheid is 15,2 inwoners per km².
De onderstaande kaart toont de ligging van Mouriez met de belangrijkste infrastructuur en aangrenzende gemeenten.

## Bezienswaardigheden
- De Église Notre-Dame-de-la-Nativité

## Demografie
Onderstaande figuur toont het verloop van het inwonertal (bron: INSEE-tellingen).